# Ентерогастральний гальмівний рефлекс
Ентерогастра́льний гальмівни́й рефле́кс — це рефлекторне гальмування моторики фундальної і пілоричної частин шлунка при подразненні слизової дванадцятипалої кишки (І. Томас). Завдяки цьому гальмується й евакуація хімусу (частково перетравленої їжі).
"Подразнення слизової дванадцятипалої кишки" тут може бути спричинено розтягуванням її стінок (як внаслідок потрапляння хімусу) та зниженням її pH до 3-4 при звичайному 6 (як внаслідок потрапляння HCl зі шлунка). 
Рефлекс є регульований парасимпатичною нервовою системою.